# Human Race
«Human Race» (англ. Людські перегони) — третій сингл п'ятого студійного альбому канадського рок-гурту Three Days Grace — «Human». В США пісня вийшла 23 березня 2015.

## Список пісень
| Стандартний сингл | Стандартний сингл | Стандартний сингл                                              | Стандартний сингл |
| #                 | Назва             | Автор                                                          | Тривалість        |
| ----------------- | ----------------- | -------------------------------------------------------------- | ----------------- |
| 1.                | «Human Race»      | Gavin Brown, Ніл Сандерсон, Метт Волст, Бред Волст, Баррі Сток | 4:09              |
| 4:09              |                   |                                                                |                   |

## Чарти
| Чарт (2015)                    | Місце |
| ------------------------------ | ----- |
| U.S. Billboard Mainstream Rock | 3     |
| U.S. Billboard Hot Rock Songs  | 34    |
| U.S. Billboard Rock Airplay    | 19    |
| Canada (Canadian Rock Songs)   | 31    |